# الديمقراطيون (حزب إسرائيلي)
الديمقراطيون (بالعبرية: הדמוקרטים‏) هو حزب سياسي صهيوني في إسرائيل، تشكل من خلال اندماج حزب العمل الإسرائيلي من يسار الوسط وحزب ميرتس اليساري في يوليو 2024، ويقوده يائير غولان الذي كان زعيم حزب العمل قبل الاندماج وعمل سابقًا عضو كنيست عن حزب الاتحاد الديمقراطي الإسرائيلي، قبل انضمامه إلى حزب ميرتس.